# Liste der Bodendenkmale in Lychen
In der Liste der Bodendenkmale in Lychen sind alle Bodendenkmale der brandenburgischen Stadt Lychen und ihrer Ortsteile aufgelistet. Grundlage ist die Veröffentlichung der Landesdenkmalliste mit dem Stand vom 31. Dezember 2020.
Die Baudenkmale sind in der Liste der Baudenkmale in Lychen aufgeführt.

## Bodendenkmale
| Gemarkung             | Flur                   | Kurzansprache | Bodendenkmalnummer | Bemerkung | Bild |
| --------------------- | ---------------------- | --- | ------------------ | --------- | ---- |
| Lychen (Lage)         | 15, 16, 17, 18, 19, 20 | Siedlung Bronzezeit, Siedlung slawisches Mittelalter, Siedlung Neolithikum, Altstadt deutsches Mittelalter, Altstadt Neuzeit | 140126             |           |      |
| Lychen (Lage)         | 12                     | Siedlung slawisches Mittelalter, Einzelfund Steinzeit                                                                        | 140339             |           |      |
| Lychen (Lage)         | 15                     | Siedlung Bronzezeit | 140340             |           |      |
| Lychen (Lage)         | 9                      | Rast- und Werkplatz Steinzeit                                                                                                | 140341             |           |      |
| Lychen (Lage)         | 20                     | Gräberfeld römische Kaiserzeit                                                                                               | 140342             |           |      |
| Lychen (Lage)         | 20                     | Rast- und Werkplatz Mesolithikum                                                                                             | 140343             |           |      |
| Lychen (Lage)         | 11, 12                 | Siedlung deutsches Mittelalter                                                                                               | 140345             |           |      |
| Lychen (Lage)         | 13                     | Hügelgrab Bronzezeit | 140346             |           |      |
| Lychen (Lage)         | 12, 13                 | Hügelgräberfeld Bronzezeit                                                                                                   | 140347             |           |      |
| Lychen, Warthe (Lage) | 27, 1                  | Siedlung slawisches Mittelalter, Dorfkern deutsches Mittelalter                                                              | 140676             |           |      |
| Rutenberg (Lage)      | 6                      | Siedlung slawisches Mittelalter, Dorfkern deutsches Mittelalter, Dorfkern Neuzeit                                            | 140143             |           |      |
| Rutenberg (Lage)      | 6                      | Hügelgrab Bronzezeit | 140145             |           |      |
| Rutenberg (Lage)      | 6                      | Mühle Neuzeit | 140146             |           |      |
| Rutenberg (Lage)      | 5, 6                   | Rast- und Werkplatz Steinzeit                                                                                                | 140147             |           |      |